# Venerdì 13 - Capitolo finale
Venerdì 13 - Capitolo finale (Friday the 13th: The Final Chapter) è un film del 1984 diretto da Joseph Zito.
La pellicola è il quarto film della saga cinematografica horror di Venerdì 13. Nonostante si chiami Capitolo finale, furono realizzati altri sette film (includendo il crossover Freddy vs. Jason). Il grande successo che ottenne al botteghino convinse la Paramount a continuare la serie.
Viene considerato uno dei capitoli più violenti della serie e sicuramente quello più serio e mirato a sconvolgere il pubblico con omicidi brutali. Molte di queste scene furono infatti accorciate dalla MPAA tagliando via le parti con più sangue e splatter, come ad esempio la sequenza della morte della autostoppista uccisa da Jason nel bosco.
In Italia è stato distribuito in un secondo momento con il titolo Venerdì 13 parte IV - Capitolo finale al fine di rendere più chiara l'appartenenza del film all'intera saga.

## Trama
La polizia e i paramedici sono impegnati a ripulire Higgins Haven, il luogo dove Jason Voorhees ha ucciso le sue vittime la notte precedente. Tra i cadaveri c'è quello dello stesso Jason. Quando i corpi vengono trasportati nell'obitorio di Wessex County, Jason si risveglia e, dopo aver ucciso tagliando la gola al pervertito custode Axel con un seghetto e l'infermiera Morgan trafiggendo il corpo con un coltello, torna a Camp Crystal Lake per mietere nuove vittime.
Un gruppo di amici (Paul, Samantha, Sara, Doug, Ted e Jimmy) hanno affittato una casa vicino a Crystal Lake. Mentre sono diretti al lago passano di fronte alla tomba di Pamela Voorhees e ad un'autostoppista che viene uccisa, un attimo dopo, da Jason accoltellandole la gola. Accanto alla casa che hanno affittato, vive una famiglia composta da Tracy Jarvis, la sua figlia adolescente Trish, il figlio dodicenne Tommy e il loro cane Gordon. Il gruppo incontra i due fratelli appena arrivati. Il giorno seguente, tutto il gruppo va al lago per fare nudismo in acqua insieme a due gemelle incontrate nel bosco, Tina e Terry, che si uniscono al gruppo. Trish e Tommy, passano di là e vengono invitati ad una festa organizzata per quella sera. Poco dopo la macchina di Trish ha un guasto e ad aiutarli arriva un misterioso turista, Rob, che diventa amico della ragazza e pianta la tenda vicino a casa loro.
Nel frattempo, la festa organizzata dai ragazzi diventa l'occasione perfetta di Jason per compiere la sua carneficina. Una delle gemelle, Tina, si rivela infatti interessata a Paul e il ragazzo accetta di ballare con lei, facendo ingelosire la sua ragazza Samantha che decide di fare una nuotata. Tuttavia, dopo aver raggiunto un canotto che si trovava al centro del lago, la ragazza viene uccisa da Jason, trafitta al petto da una lancia. Paul, sentendosi in colpa per Samantha, abbandona Tina e va a cercare la ragazza ma, dopo averne rinvenuto il cadavere, viene ucciso da Jason trafitto nei suoi testicoli con un arpone. Nel frattempo, la signora Jarvis, rientrata a casa, non trovando i figli nell'abitazione esce all'esterno per cercarli, venendo però uccisa da Jason. Tina, invece, essendo stata piantata da Paul, va a letto con Jimmy mentre la sorella, annoiata, l'avverte che sta andando a casa; la ragazza non fa nemmeno in tempo a salire sulla bici, che viene impalata da Jason con l'arpione.
Jimmy, dopo essere andato a letto con Tina, va a vantarsi con l'amico Ted, rimasto in salotto a visionare un film muto, per poi andare a cercare una bottiglia di vino in cucina; tuttavia, anche lui viene ucciso da Jason, armato di cavatappi e mannaia, che lo colpisce in volto, intanto Tina nota stranamente dalla finestra la bici della sorella e Jason la fa precipitare dalla finestra schiantandosi sul tetto di una macchina. Mentre Doug e Sara fanno una doccia insieme, Jason pugnala Ted alla nuca e si appresta ad uccidere i due amanti. Dopo che Sara è uscita dalla doccia, Jason fracassa il cranio a Doug con le sue mani per poi colpire allo stomaco con un'accetta anche la ragazza.
Rientrati in casa propria, Trish e Tommy scoprono che la madre è sparita e chiedono aiuto a Rob. Il ragazzo svela di essere il fratello maggiore di Sandra ( una delle vittime di Jason) ed è sulle tracce dell'omicida per cercare di ottenere una vendetta. Trish e Rob escono quindi con Gordon e lasciano Tommy in casa, il quale scopre sui giornali di Rob chi è Jason. Nel frattempo Trish e Rob entrano nella casa dei ragazzi e scoprono la carneficina ad opera di Jason, Rob cerca Jason in cantina ma viene ucciso da quest'ultimo con il machete. Trish, quindi, corre a casa per proteggere Tommy e, dopo un breve inseguimento, riesce ad allontanare Jason dalla casa, mentre Tommy si rasa i capelli per assomigliare al giovane Jason. Questa mossa gli consente di distrarre il killer, ritornato nell'abitazione, che viene colpito con il machete facendogli cadere la maschera, esibendo di conseguenza il suo volto deforme e raccapricciante. Raccolto il machete, Tommy colpisce Jason alla testa, apparentemente uccidendolo, ma vedendolo ancora muoversi, il ragazzino, guidato da una grande rabbia, lo colpisce ripetutamente e violentemente finché Jason, finalmente, muore una volta per tutte. Trish vedendo la violenza di Tommy rimane scioccata.
Il giorno dopo Trish è in ospedale. I medici le comunicano che Tommy è sotto shock per l'accaduto ma che può essere normale in situazioni del genere far emergere tanta rabbia come ha fatto lui. Lei chiede di vederlo. Tommy entra nella sua stanza e le corre incontro abbracciandola, con il volto cupo e del suo sguardo fisso, perso nel vuoto.

### Finale alternativo
Un finale alternativo, incluso nell'edizione Deluxe del DVD del 2009, mostra in una sequenza un incubo dove Trish e Tommy si svegliano al suono delle sirene della polizia il mattino dopo l'uccisione di Jason. Trish manda Tommy a chiamare la polizia che è arrivata alla porta accanto. A quel punto lei nota che l'acqua sta gocciolando dal soffitto e va ad investigare. Entra nel bagno del piano di sopra e trova il corpo di sua madre, affogato nella vasca da bagno. In quel momento, la signora Jarvis apre i suoi occhi vuoti e Jason appare dietro Trish, pronto per colpirla. Trish, poi, si sveglia improvvisamente in un ospedale in una scena che ricorda la scena finale del primo film. Nei commenti, il regista dice che questa scena fu tagliata perché interferì con l'idea che il film sia l'ultimo capitolo della saga. Nonostante ciò, la serie di Venerdì 13 venne fatta proseguire alcuni anni dopo facendo resuscitare Jason in forma di zombie immortale in Venerdì 13 parte VI - Jason vive.

## Produzione
Quando fu girata la scena in cui Samantha (Judie Aronson) si trova in una zattera sul lago, era in pieno inverno. Faceva così freddo che l'attrice cominciò a gelare e l'attore Ted White minacciò di lasciare il set se il regista Joseph Zito non avesse interrotto le riprese permettendo alla ragazza di riscaldarsi.
In una scena Rob Dier parla a Trish di sua sorella Sandra. Sandra Dier era una delle vittime di Jason nel film L'assassino ti siede accanto.
Ted White, che interpretava Jason, rifiutò di parlare con gli altri attori sul set, perché pensava che la confidenza avrebbe diminuito la loro "paura di Jason".
Si dice che il solo motivo per cui Tom Savini avesse accettato di lavorare in questo film come direttore degli effetti speciali era per poter "uccidere" il personaggio che aveva creato, cioè Jason.
Ted White ha ripetuto più volte che l'attore Peter Barton (Doug) ha fatto uso di una controfigura per la scena in cui veniva sbattuto contro il muro.
Durante le riprese, l'attrice Kimberly Beck ricevette strane telefonate e si sentiva seguita da un uomo. Terminato il film non fu più vittima di questi avvenimenti.
Nel capitolo precedente, Jason aveva le unghie pulite e curate, ma in questa quarta parte ha le unghie nere e lunghe, anche se il film si dovrebbe svolgere solo il giorno dopo gli avvenimenti del terzo capitolo.

## Accoglienza

### Incassi
Il film fu distribuito in 1.594 cinema e guadagnò 11.183.148 dollari durante il primo weekend. Alla fine il film incassò 32.980.000 dollari.

### Critica
Il film ricevette generalmente critiche negative, e attualmente ha un indice di gradimento del 20% da parte della critica su Rotten Tomatoes.

## Scene tagliate
Oltre al finale alternativo, della durata di 3 minuti e 3 secondi, dal film sono state tagliate altre scene.
- La scena iniziale è stata tagliata leggermente. Originariamente i due paramedici parlano del loro lavoro. (20 s)
- Una scena nella quale Trish fa ginnastica nella sua stanza, sua madre entra e le chiede di andare in città a fare una commissione. La ragazza le risponde che sta andando alla festa dai vicini e che farà la commissione il giorno seguente. La signora Jarvis insiste al punto che Trish accetta di andare a fare la commissione e, a quel punto, la madre le dice di uscire prima che scoppi un temporale e la prega anche di portare Tommy con lei per fargli tagliare i capelli. (34 s)
- La scena dove si rompe la macchina dei Jarvis nella versione originale era leggermente più lunga: dopo che Trish dice a Tommy di sbrigarsi, il ragazzino la spaventa indossando una maschera. (21 s)
- Una scena nella quale Tommy mostra a Rob uno spettacolo di magia con una ghigliottina. (1 min)
- Una scena nella quale Doug entra a torso nudo nella camera di Sara e parlano della festa. Si fanno complimenti a vicenda sulle loro gambe e Doug le chiede se è fidanzata. La ragazza non risponde e allora i due parlano di ubriacarsi, fumare e mangiare tutto quello che ci sarà alla festa fino a scoppiare. Doug poi vorrebbe restare nascosto nella stanza di lei per un po', ma Sara dice che i suoi amici sentirebbero la sua mancanza. Secondo alcune voci tale scena è stata tagliata per motivi di tempo, secondo altre voci è stata tagliata perché mostrante un ragazzo quasi nudo. (1 min 53 s)
- Una piccola scena di Doug e Sara sotto il portico. In sottofondo si può sentire la musica sulla cui note Paul e Tina danzano. Doug chiede a Sara se vuole ballare, lei risponde che le piace ballare ma anche restare fuori all'aperto. (23 s)
- Una scena dove Rob controlla il suo equipaggiamento di rilevazione del movimento sulla pista intorno al campo. Questa scena è stata tagliata perché troppo lunga e priva di senso. (1 min 17 s)